# Luizinho Vieira
Luiz Henrique Vieira dit Luizinho Vieira est un footballeur brésilien né le 4 février 1972. Il était milieu de terrain.